# Новий Беленцин
Новий Беленцин (пол. Nowy Belęcin) — село в Польщі, у гміні Кшеменево Лещинського повіту Великопольського воєводства.
Населення — 335 осіб (2011).

## Демографія
Демографічна структура станом на 31 березня 2011 року:
|          | Загалом | Допрацездатний вік | Працездатний вік | Постпрацездатний вік |
| -------- | ------- | ------------------ | ---------------- | -------------------- |
| Чоловіки | 168     | 37                 | 113              | 18                   |
| Жінки    | 167     | 42                 | 89               | 36                   |
| Разом    | 335     | 79                 | 202              | 54                   |